# Menhir de la Grande-Pierre
Pour les articles homonymes, voir Grande Pierre.
Le menhir de la Grande-Pierre est situé sur la commune de Saint-Aubin dans le département de l’Aube. Il s'agit du plus grand menhir du département.

## Protection
Le menhir de la Grande-Pierre fait l’objet d’une inscription au titre des monuments historiques depuis le 14 mai 1993.

## Présentation
Sur le finage de la commune de Saint-Aubin, au milieu des champs, se dresse le plus grand menhir du département de l'Aube. Il mesure 3,20 m de hauteur,1,58 m de largeur et 0,70 m d'épaisseur. Il se situe à environ 75 m de la rivière Ardusson. Sa grande face est tournée vers le Nord-Est.
Le menhir a été dressé par les hommes de la civilisation dite de Seine-Oise-Marne.